# Michał Bałucki
 (mars 2019).
Si vous disposez d'ouvrages ou d'articles de référence ou si vous connaissez des sites web de qualité traitant du thème abordé ici, merci de compléter l'article en donnant les références utiles à sa vérifiabilité et en les liant à la section « Notes et références ».
Michał Bałucki est un écrivain polonais, né le 29 septembre 1837 à Cracovie en Pologne et mort le 17 octobre 1901 dans cette même ville.

## Biographie
Fils d'un tailleur de Cracovie, Michał Bałucki fait ses études à la faculté des mathématiques et de la physique (à partir de 1857), puis celle d'histoire et de littérature de l'Université Jagellonne. Dans les années 1857-1864, il participe à des réunions d'artistes dans l'atelier de sculpture de Parys Filippi (en) à Cracovie, auxquels participent notamment Józef Szujski et Jan Kanty Turski (pl). Rédacteur en chef adjoint d'un hebdomadaire socioculturel Niewiasta (1861-1862), il a ensuite travaillé pendant un certain temps en tant que professeur à Czestochowa. Il publie son premier récit dans le journal Gwiazdki Cieszyńskij en 1860. Bałucki ne prend pas part à l'insurrection de Janvier, mais participe aux activités des rouges ce qui mène à son arrestation à la fin de 1863, suivie d'une condamnation à un an de prison. Dans les années 1865-1866, il a vécu à Varsovie, puis a déménagé à Cracovie. Avec Alfred Szczepanski (pl) il est rédacteur associé de l'hebdomadaire Kalina dans les années 1867-1868. De 1869 à 1873, il collabore avec le journal Kraj et y publie le feuilleton Tygodnik krakowski. En 1871, il remporte le concours littéraire de Cracovie avec Pracowici próżniacy, et en 1892 - celui du quotidien Kurier Warszawski avec la comédie Flirt.
À la fin de sa vie, il se retrouve en opposition avec le mouvement moderniste Jeune Pologne et tout particulièrement avec Lucjan Rydel. Souffrant de névrose il commet un suicide en automne 1901, au parc de Błonia, en se tirant une balle dans la tempe. Il sera enterré au cimetière Rakowicki.

## Œuvres
- 1864 : Przebudzeni
- 1866 : Młodzi i starzy
- 1869 : Trzy szkice powieściowe z r. 1863
- 1870 : Życie wśród ruin
- 1870 : Błyszczące nędze
- 1870 : Tajemnice Krakowa
- 1870 : Żydówka
- 1871 : Romans bez miłości i miłość bez romansu
- 1872 : O kawał ziemi
- 1872 : Siostrzenica księdza proboszcza
- 1873 : Sabina
- 1874 : Z obozu do obozu
- 1875 : Byle wyżej
- 1875 : Biały Murzyn
- 1877 : Album kandydatek do stanu małżeńskiego
- 1879 : Za winy niepopełnione
- 1881 : Typy i obrazki krakowskie
- 1881 : Pańskie dziady
- 1882 : 250,000
- 1884 : W żydowskich rękach
- 1887 : Pan burmistrz z Pipidówki
- 1888 : Całe życie głupi
- 1891 : Z mętów społecznych
- 1891 : Garbuska
- 1899 : Pamiętnik Munia

## Adaptation au cinéma
- Za winy niepopełnione d'Eugeniusz Bodo en 1938
- Le Nègre blanc (Biały Murzyn) de Leonard Buczkowski en 1939
- Klub kawalerów de Jerzy Zarzycki en 1962
- Dom otwarty, épisode 1 de Z biegiem lat, z biegiem dni... de Edward Kłosiński et Andrzej Wajda en 1980